# L'Olimpiade

L'Olimpiade

L'Olimpiade est un opéra sur un livret de Metastasio mis en musique par plus de 60 compositeurs de l'époque baroque et classique parmi lesquels (classés par ordre chronologique) :
- Antonio Caldara, L'Olimpiade, première représentation le 28 août 1733, en l'honneur de Élisabeth Ire de Russie, femme de Charles VI du Saint-Empire
- Antonio Vivaldi L'Olimpiade, Venise, Teatro Sant'Angelo, 1734
- Pergolèse, L'Olimpiade, 1735
- Leonardo Leo L'Olimpiade, 1737
- Domenico Alberti Olimpiade, 1739
- Johann Adolph Hasse L'Olimpiade, 1756 Dresde, seconde version 1764
- Niccolò Jommelli L'Olimpiade, Stuttgart, 1761
- Vincenzo Manfredini L'Olimpiade, 1762, Moscou
- Andrea Bernasconi, L'Olimpiade, 1764, Munich[1]
- Tommaso Traetta L'Olimpiade, 1767
- Josef Mysliveček, L'Olimpiade, 4 novembre 1778
- Domenico Cimarosa L'Olimpiade, Vicence, 10 juillet 1784
- Giovanni Paisiello, L'Olimpiade, Naples, Teatro San Carlo, 20 janvier 1786
- Gaetano Donizetti Olimpiade, (1817, incomplet)

L'histoire se passe dans la Grèce antique à l'époque des Jeux olympiques. Elle parle de rivalité amoureuse et se termine par l'annonce de deux mariages.